# Das Haus an der Uferstraße
Das Haus an der Uferstraße, auch „Das Haus an der Moskwa“ (russisch Дом на набережной Dom na nabereschnoi), ist ein Roman des sowjetischen Schriftstellers Juri Trifonow, der 1976 im Januarheft in der Moskauer Literaturzeitschrift Druschba narodow erschien.

## Überblick
Im Jahr 1972 begegnet der Moskauer Literaturwissenschaftler Wadim Alexandrowitsch Glebow auf der Suche nach Möbeln für eine neu zugewiesene Wohnung seinem ehemaligen Schulfreund Ljowka Schulepnikow, der ihn nicht erkannt haben will. Erschüttert über Schulepnikows Betragen, wird Glebow in seine Kindheit zurückversetzt, die er in einer erbärmlichen Gemeinschaftswohnung am Ufer der Moskwa verbracht hat. Schulepnikow, dessen Stiefvater ein mächtiger Funktionär ist, lebt dagegen in Luxus in dem unweit davon gelegenen Haus an der Uferstraße. Glebow ist neidisch auf seinen Freund, versucht aber gleichsam von ihm Distanz zu halten, um nicht kriecherisch zu erscheinen. Schulepnikow sucht dennoch seine Freundschaft und sie besuchen sich oft, bis das Kriegsgeschehen die zwei Freunde trennt.
Nach dem Krieg begegnet Glebow jedoch erneut Schulepnikow, der, wie es sich herausstellt, am gleichen Institut mit ihm studiert. Schulepnikow führt weiterhin ein überschwängliches Leben, das Glebow sogar etwas lächerlich findet, und sie tauschen sich in einer Bar über ihre Erlebnisse im Krieg aus. Glebows Erfahrungen sind eher tragisch, mitunter gibt Schulepnikow nur an. Schließlich lädt er Glebow zu sich nach Hause, in die neue Wohnung seines – mittlerweile auch neuen – Stiefvaters. Während Glebow und die meisten Menschen im Krieg entbehren mussten, ging es offensichtlich mit Schulepnikow noch weiter hinauf, was an der Einrichtung der Wohnung und an Schulepnikows Kleidung sichtbar ist. Dies missfällt Glebow und er fragt sich, was mit dem vorherigen Stiefvater geschehen ist, obwohl er nicht den Mut aufbringt, Schulepnikow direkt zu fragen. Da bringen ihn seine Gedanken wieder zum Haus an der Uferstraße, in dem er niemand mehr kennt, bis auf den Professor Gantschuk, der an seinem Institut unterrichtet und dessen Tochter auch in seiner Klasse war. Er beschließt, sich ihnen wieder zu nähern. Der Professor Nikolai Wassiljewitsch Gantschuk wird also sein Gönner und Diplomvater, und obwohl Glebow zuerst nicht besonders an Sonja, der Tochter, interessiert ist, wird sie zu seiner Geliebten.
Die Annäherung entpuppt sich jedoch als Fehltritt, denn die Machthaber wollen Gantschuk beseitigen. Der Politoffizier des Instituts konfrontiert Glebow und legt ihm den Wechsel zu einem neuen Betreuer nahe, verrät ihm aber nicht die wahren Absichten der Institutsleitung. Glebow bemerkt zu spät, dass er ausgenützt wird, und entschließt vorerst nichts zu tun, gemäß seiner Maxime „die Dinge treiben [zu] lassen.“ Ein Versuch, seine Beziehung zu Schulepnikow zu benützen, dessen Stiefvater sich für Gantschuk einsetzen soll, schlägt fehl: Schulepnikow interessiert sich nur für das Fernsehgerät, das er aufgrund der Stellung des Stiefvaters bekommen hat. Als Gantschuk dann in einer Sitzung des Wissenschaftlichen Rates am Institut angeprangert und aus seiner Stellung gedrängt wird, verwendet Glebow den Tod seiner Großmutter als Ausrede, um nicht zu erscheinen, trotz der Aufforderung der Institutsleitung, Gantschuk bei der Sitzung zu denunzieren. Schulepnikow allerdings spricht, wie die meisten Anwesenden, gegen Gantschuk aus. Der Rest des Romans widmet sich den Folgen dieser Sitzung für die zwei Figuren. Schulepnikow wird von Gewissensbissen geplagt und versucht, sich mit Alkohol zu trösten. Glebow dagegen bekommt ein Stipendium für seine Rolle in der Affäre. Eine Weile pflegt er noch die Verbindung zu den Gantschuks, recht bald aber kommt zu einer Auseinandersetzung. Nur Sonja, inzwischen seine Verlobte, verteidigt Glebow vor den Vorwürfen ihrer Mutter, doch trennt er sich von ihr dennoch, da er nicht mehr mit einer in Ungnade gefallenen Familie verkehren will. Danach beginnt sein Aufstieg zum habilitierten Professor am selben Institut.

## Stil und Themen
Die Haupthandlung des Romans setzt während des Große Terrors unter Stalin in den Jahren 1937–38 ein, wie anhand von zwei Geschichten, die der Hauptfigur Glebow unmittelbar betreffen, offenbart wird: Erstens in Bezug auf einen Onkel, der „in den Norden“ verschickt wird, und zweitens, als eine unliebsame Nachbarsfamilie im Wohnhaus der Glebows von einem „Mann in langem Ledermantel“ besucht wird und daraufhin umgesiedelt werden. Die folgenden Ereignisse auf der Moskauer Akademie fallen in die Zeit der antiintellektuellen und später antisemitischen Kampagne gegen sogenannte „Kriecher vor dem Westen“ und „wurzellose Kosmopoliten“.
Das titelgebende Haus bildet das Verbindungsglied des Romans und steht symbolhaft für das Schicksal der Hauptfigur Glebow wie auch seines Schulkollegen Ljowka Schulepnikow, den Glebow „in einem heruntergekommenen Arbeiter wiedererkennt“. Von der Jetztzeit der Handlung (um 1972) wird eine Rückblende eingeschoben, die den eigentlichen Handlungsstrang des Romans darstellt. Schulepnikows Familie wohnt vor dem Zweiten Weltkrieg in dem luxuriösen Haus, das den Funktionären und anderen Günstlingen des Regimes vorbehalten ist, während die Glebows in einer elenden Gemeinschaftswohnung in einer dunklen Seitengasse leben.
Glebow verhält sich immer zurückhaltend und handelt nur, um sich unangenehmen Situationen zu entziehen, etwa, als Schulepnikows erster Stiefvater ihn wegen einer eigentlich nebensächlichen und längst vergessenen Prügelei, die Schulepnikow zum Opfer hatte, ausfragt. Glebow plaudert nach anfänglichem Zögern die Namen der Beteiligten raus, die alle versetzt oder anderswie bestraft werden. Seine aufsteigende Karriere als Literaturwissenschaftler wird von ähnlichen opportunistischen Vorfällen begleitet. Damit schildert Trifonow den Typus des angepassten Intellektuellen der stalinistischen Zeit, während der Abstieg Schulepnikows durch seine Gewissensbisse wegen einer Denunziation – also durch seine Unfähigkeit, sich an die rücksichtslosen Machtverhältnisse anzupassen – ausgelöst wird.
Die Rückblenden werden von Einschüben eines anonymen Ich-Erzählers unterbrochen, „von Beruf Historiker“, der am Schluss des Romans Schulepnikow begegnet, der nun als Friedhofswärter arbeitet. Dieses Schicksal Schulepnikows, der inzwischen unter anderem Namen lebt, wird dem Glebows gegenübergestellt: der eine geht an dem Haus vorbei, in dem er einstmals gewohnt hatte, und schaut sehnsüchtig zu den Wohnungsfenstern hinauf, der andere fährt bequem mit dem Zug nach Paris für eine Konferenz.

## Rezeption
- Ralf Schröder weist 1983 auf die historische Entwicklung über ein knappes halbes Jahrhundert in der Sowjetunion hin, die Juri Trifonow im Roman einfangen wollte. Er schreibt dazu: „In den dreißiger Jahren erschreckte Glebow der allmächtige Stiefvater seines Schulfreundes Schulepa, in den vierziger Jahren die Kosmopolitismuskampagne, aber in den siebziger Jahren vertritt Glebow sein Institut auf internationalen Komparatistenkonferenzen, also in jenem Zweig der Literaturwissenschaft, der einst als kosmopolitisch verdammt worden war.“[12]
- Für Uli Hufen ist Trifonow „der wohl kontroverseste, vielleicht auch der Beste der zur offiziellen Sowjetliteratur zählenden Schriftsteller“[13] und weist auf die allgemeingültigen Themen, die in diesem großen Roman der Weltliteratur behandelt werden, etwa die Rücksichtslosigkeit eines Menschen selbst seinen Liebsten gegenüber, wenn es um die eigene Karriere geht. Auch lobt sie die detailgetreue und lebhafte Beschreibungen der geschilderten Leben, was dem Leser tiefe Einblicke in die sowjetische Gesellschaft und deren Geschichte gewährt.
- Tanja Stern schrieb 2018: „Trifonow verstand sich nicht als literarischer Enthüller oder Dissident; doch seine Romane und Erzählungen entwerfen ein so tristes Bild vom Moskauer Leben und stehen in einem so entlarvenden Kontrast zur offiziellen Propagandaliteratur, dass sie stärker wirken als jede gezielte Anklage.“[14]

## Adaptionen

### Theater
- 12. Juni 1980, Taganka-Theater Moskau: Das Haus an der Uferstraße mit Weniamin Smechow und Waleri Solotuchin als Wadim Glebow. Auf Bitten von Juri Ljubimow hatte Trifonow den Prosatext für die Bühne bearbeitet. 1984 wurde das Stück aus dem Spielplan entfernt, weil der Nomenklatura die Darstellung Jeschows in den 1930er Jahren missfallen hatte.
- Juli 1990, Deutschland: Das Haus des Erinnerns, Stück von Andreas Knaup[15].

### Fernsehen
- 2007 Russland: Das Haus an der Uferstraße.[16] 4-teiliger Fernsehfilm von Arkadi Samoilowitsch Kordon (* 1945 in Barnaul)[17] mit Waleri Michailowitsch Iwtschenko (* 1939 in Kupjansk)[18], Iwan Stebunow (* 1981 in Pawlowsk)[19], Alexei Wassiljewitsch Petrenko (* 1938 im Rajon Koselez)[20] und Irina Petrowna Kuptschenko (* 1948 in Wien)[21].

### Deutschsprachige Ausgaben
- Jurij Trifonow: Das Haus an der Moskwa. Roman. Aus dem Russischen von Alexander Kaempfe. C. Bertelsmann Verlag, München 1977, ISBN 978-3-570-02897-1
- Juri Trifonow: Das Haus an der Uferstraße. Aus dem Russischen von Eckhard Thiele. S. 165–314 in Juri Trifonow: Ausgewählte Werke. Band 3. Verlag Volk und Welt, Berlin 1983 (1. Aufl., verwendete Ausgabe)
- Juri Trifonow: Das Haus an der Uferstraße. Roman. Aus dem Russischen von Eckhard Thiele. Roman-Zeitung Nr. 481 (Aprilheft 1990), Verlag Volk und Welt, Berlin 1990

### Sekundärliteratur
- Ralf Schröder (Hrsg.): Juri Trifonow: Ausgewählte Werke. Band 4.  Verlag Volk und Welt, Berlin 1983 (1. Aufl.)
- Gennady Gorelik: Andrej Sacharow. Ein Leben für Wissenschaft und Freiheit. Aus dem Russischen von Helmut Rotter. Birkhäuser, Basel 2013, ISBN 978-3-0348-0473-8